# Michael Durst
Michael Durst (* 26. Oktober 1953 in Wuppertal) ist ein katholischer Kirchenhistoriker und Patrologe.

## Leben
Michael Durst studierte von 1972 bis 1977 Katholische Theologie und Philosophie an der Rheinischen Friedrich-Wilhelms-Universität Bonn. Von 1977 bis 1980 studierte er am Priesterkolleg am Campo Santo Teutonico sowie am Päpstlichen Institut für Christliche Archäologie in Rom. Zudem war er Assistent von Erwin Gatz, dem Rektor des Campo Santo Teutonico und Direktor des Römischen Instituts der Görres-Gesellschaft. 1980 trat er in das Priesterseminar des Erzbistums Köln ein und empfing 1982 im Kölner Dom durch Joseph Kardinal Höffner die Priesterweihe. Durst war von 1982 bis 1986 Kaplan in Bergisch Gladbach. 1986 wurde er bei Ernst Dassmann an der Universität Bonn zum Dr. theol. promoviert; 1994 habilitierte er sich in Bonn unter Erlangung der venia legendi für Alte Kirchengeschichte und Patrologie.
Von 1993 bis 1995 war er Dozent und Lehrstuhlvertretung für Kirchengeschichte und Patristik sowie Patrologie an der Theologischen Hochschule Chur. 1995 erhielt er einen Ruf auf die ordentliche Professur für Kirchengeschichte und Patrologie an der Theologischen Hochschule Chur. Von 1999 bis 2003 war er Studiendekan an der Theologischen Hochschule Chur. 2003 und 2005 war er Gastprofessor für Patrologie an der Theologischen Fakultät der Universität Luzern.
Michael Durst ist seit 2000 Mitglied des wissenschaftlichen Beirates der Görres-Gesellschaft. Zusammen mit Michael Fieger ist er Herausgeber der „Schriftenreihe der Theologischen Hochschule Chur“ und zusammen mit Hans Jürgen Münk Herausgeber der „Theologische Berichte“.